# هایکازیان
هایکازیان (ارمنی: Հայկազյան) یک منطقهٔ مسکونی در جمهوری آرتساخ است که در استان کاشاتاق واقع شده‌است.